# Hyperolius kivuensis
Espèce
Synonymes
- Hyperolius simus Ahl, 1931
- Hyperolius ipianae Ahl, 1931
- Hyperolius bituberculatus Ahl, 1931
- Hyperolius raveni Ahl, 1931
- Hyperolius multifasciatus Ahl, 1931

Statut de conservation UICN

 LC  : Préoccupation mineure
Hyperolius kivuensis est une espèce d'amphibiens de la famille des Hyperoliidae.

## Répartition
Cette espèce se rencontre jusqu'à 2 300 m d'altitude, :
- dans le nord de l'Angola ;
- en Zambie ;
- dans l'Est et le Sud de la République démocratique du Congo ;
- au Malawi ;
- dans l'ouest de la Tanzanie ;
- au Rwanda ;
- en Ouganda ;
- au Burundi ;
- dans le sud-est de l'Éthiopie ;
- dans l'est du Kenya.

Sa présence au Mozambique, au Zimbabwe et dans le Soudan du Sud est incertaine.

## Étymologie
Son nom d'espèce, composé de kivu et du suffixe latin -ensis, « qui vit dans, qui habite », lui a été donné en référence au lieu de sa découverte, le lac Kivu, entre la République démocratique du Congo et le Rwanda.

## Publication originale
- Ahl, 1931 : Amphibia, Anura III, Polypedatidae. Das Tierreich, vol. 55, p. 477.